# Dunkle Pantherspinne
Die Dunkle Pantherspinne (Alopecosa pulverulenta) auch Wiesen- oder Kleine Scheintarantel genannt, ist eine Spinne aus der Familie der Wolfspinnen (Lycosidae). Die Art ist paläarktisch verbreitet und zählt zu den häufigsten der Scheintaranteln (Alopecosa). Dies ist der Dunklen Pantherspinne durch ihre hohe Anpassungsfähigkeit gegeben - sie bewohnt eine Vielzahl offener Lebensräume und ist gelegentlich auch in solchen künstlichen Ursprungs vorzufinden. Seltener bewohnt die Art auch lichtere Waldhabitate.
Entsprechend dem Trivialnamen "Kleine Scheintarantel" zählt die Art zu den kleineren Vertretern der Gattung.
Die Dunkle Pantherspinne vollführt eine mit anderen Scheintaranteln identische und somit nachtaktive Lebensweise, womit auch das Weibchen dieser Art Wohnröhren gräbt. Wie die Mehrheit der Wolfspinnen jagt auch die Dunkle Pantherspinne ohne ein Spinnennetz, sondern freilaufend als Lauerjäger. Die Paarung verläuft wie bei anderen Wolfspinnen und setzt eine Balz voraus. Das Weibchen bewacht

## Merkmale

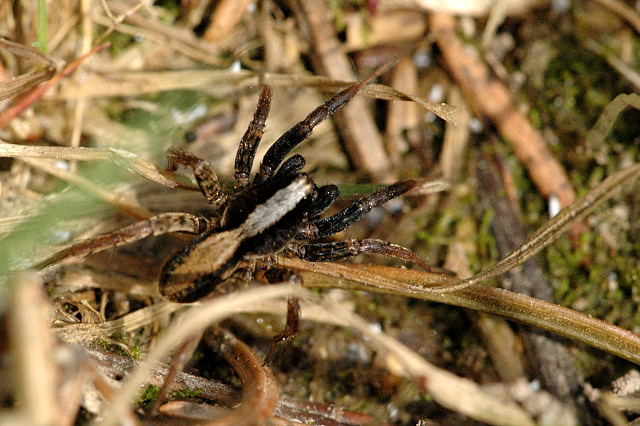
Männchen

Mit einer Körperlänge von 6,5 bis 10 Millimetern beim Weibchen und sechs bis acht Millimetern beim Männchen zählt die Dunkle Pantherspinne zu den kleineren bis mittelgroßen Arten der Gattung. Die Grundfärbung besteht aus einem dunklen Rotbraun. Das Prosoma wird von einem weißen und zentral angelegten Längsband geziert, das sich nach hinten verjüngt. Die für die Gattung Alopecosa typischen helleren Seitenbänder an den Flanken des Prosomas sind bei der Dunklen Pantherspinne undeutlich ausgebildet oder fehlen gänzlich. Das Sternum ist braun gefärbt und häufig mit einem zentral angelegten und heller gefärbtem Fleck versehen. Der Opisthosoma trägt die gattungstypische Zeichnung, bestehend aus einem weißen bis hellbraunen Spitzenfleck, der auf beiden Seiten von mehreren gelegentlich ineinander verwachsenen dunklen Flecken flankiert wird. Die Zeichnung auf dem Opisthosoma der Dunklen Pantherspinne kann auch undeutlich oder verwaschen sein. Ein weiteres Unterscheidungsmerkmal beider Geschlechter ist neben der Körperlänge und -form auch die Färbung der Beine. Die Femora und Tibien des Weibchens sind dunkelbraun gefärbt und mit mehreren helleren Härchen versehen. Die Femora tragen zusätzlich helle Flecken, die manchmal ineinander übergehen und somit eine Ringelung bilden. Metatarsus und Tarsus des Weibchens besitzen eine gelbbraune Färbung. Die ersten Beinpaare und die zweiten Femura des Männchens sind dunkelbraun bis schwarz gefärbt. Metatarsi und Tarsi sind hier ebenfalls gelbbraun. Die beiden hinteren Beinpaare des männlichen Tieres sind von brauner Färbung und besitzen mehrere dunkle Flecken. Metatarsi und Tarsi hier besitzen hier hingegen eine hellbraune Farbgebung.

### Ähnliche Arten

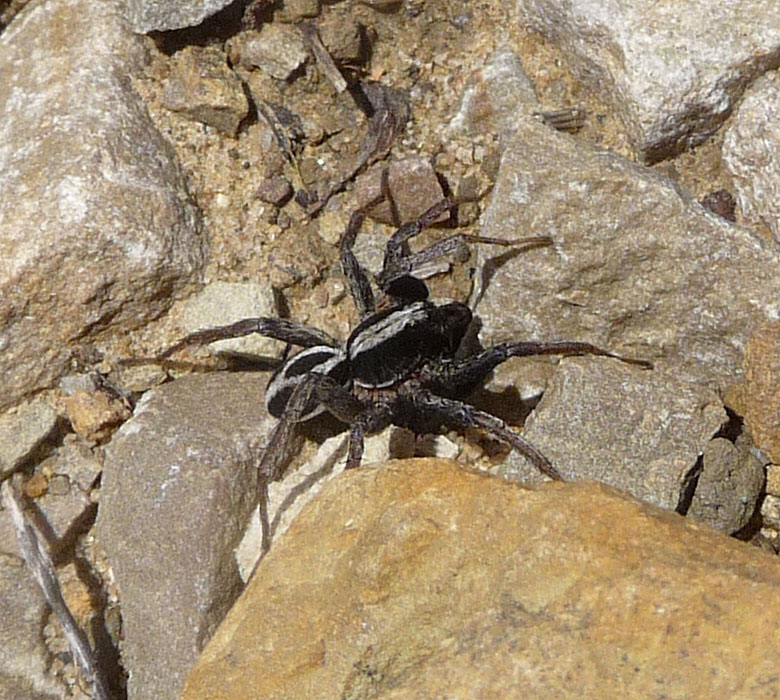
Die Dickfußpantherspinne (Alopecosa cuneata) zählt zu den Arten, die der Dunklen Pantherspinne ähneln.

Die Dunkle Pantherspinne ähnelt anderen Arten der Gattung Alopecosa, darunter der der Dunkelbraunen Tarantel (Alopecosa aculeata), der Dickfußpantherspinne (Alopecosa cuneata) und der Balken-Tarantel (Alopecosa trabalis). Die Arten unterscheiden sich jeweils durch ihre Größe, ihre Zeichenmuster und durch ihre Lebensräume sowie Häufigkeit. Allen Arten der Gattung ist das Muster auf dem Opisthosoma gemeinsam, das jedoch je nach Art unterschiedlich ausgebildet ist.

## Vorkommen
Die Dunkle Pantherspinne kommt in fast ganz Europa und einigen Teilen Asiens (Japan, Ostsibirien und China) vor, gesichtet wurde die Art auch in Alaska und im nördlichen Teil Afrikas. Als Habitat kommen sämtliche offenen Flächen, darunter Wiesen, Weiden, Magerrasen, Moore, Felder, Gärten und ebenso Ruderalflächen oder genutzte Grünanlagen in Frage. Seltener werden auch weniger dichte Wälder, dort besonders Lichtungen, Waldränder, Gebüsche und Hecken bewohnt. Aufgrund der Vielzahl an Lebensräumen ist die Dunkle Pantherspinne im Gegensatz zu einigen anderen Arten der Gattung Alopecosa in ihrem Verbreitungsgebiet nicht gefährdet und darüber hinaus in Deutschland die häufigste Art der Gattung.

## Lebensweise

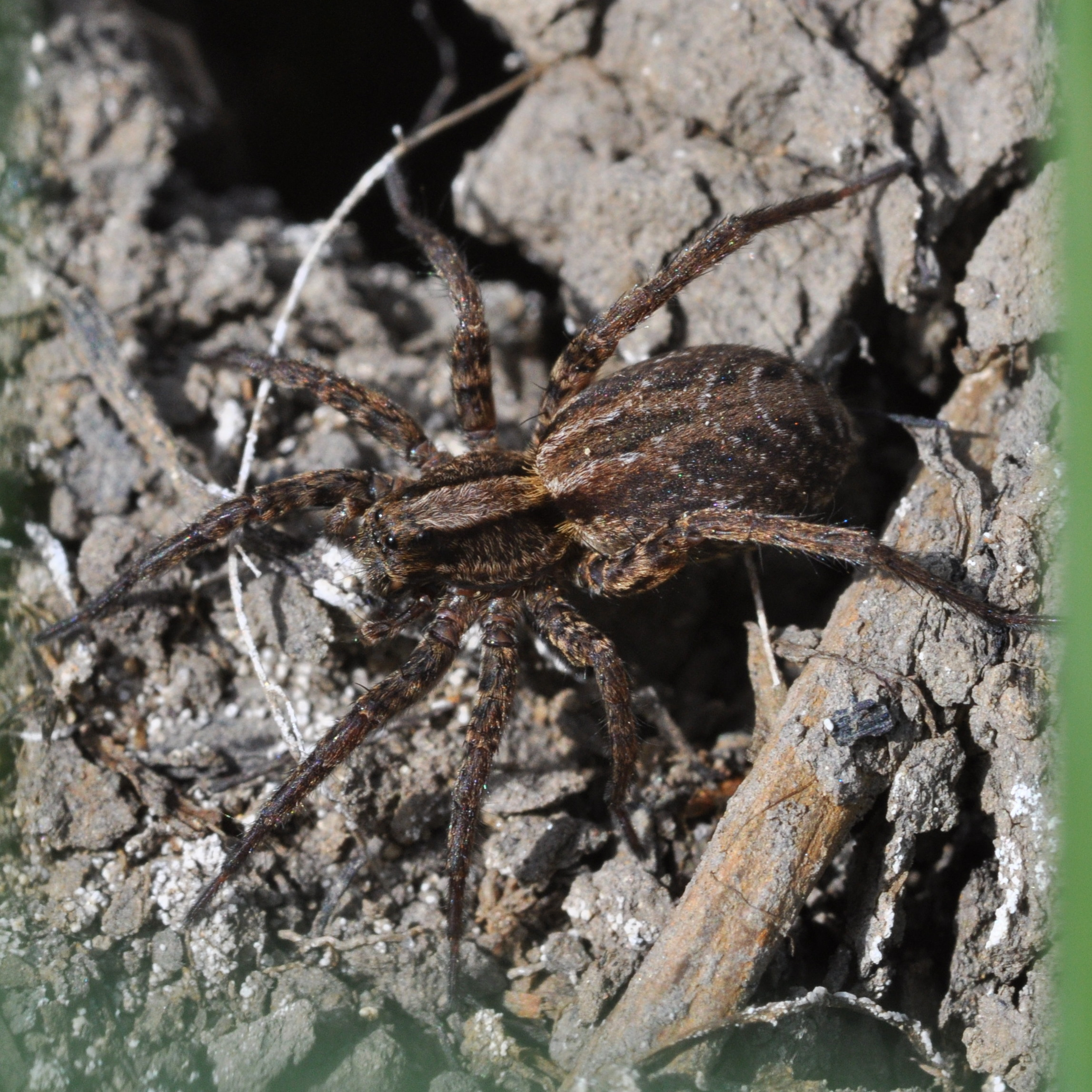
Freilaufendes Weibchen

Die Dunkle Pantherspinne gräbt wie die anderen Arten der Gattung und ebenso viele andere Wolfspinnen eine Wohnröhre in den Untergrund, in dem sie sich die meiste Zeit aufhält. Wie nahezu alle Wolfspinnen errichtet die Dunkle Pantherspinne kein Fangnetz, sondern lauert am Ausgang der Wohnröhre auf Beutetiere, die von der Spinne in einem Überraschungsangriff blitzschnell ergriffen werden.

### Fortpflanzung
Einige Zeit nach der Paarung fertigt die Spinne einen Eikokon, der, wie bei Wolfspinnen üblich, an den Spinnwarzen angeheftet wird. Der Kokon enthält 60 bis 70 Eier. Die Jungspinnen klettern nach dem Schlüpfen, wie bei anderen Arten auch, auf den Rücken der Mutter und lassen sich von dieser einige Zeit tragen. Adulte Exemplare der Dunklen Pantherspinne sind zwischen März und September anzutreffen.

## Systematik
Erstbeschreiber Carl Alexander Clerck ordnete 1757 die Dunkle Pantherspinne wie zu dieser Zeit üblich, in die Gattung Araneus ein und gab ihr den Namen Araneus pulverulentus. Charles Athanase Walckenaer ordnete die Spinne 1805 in die Gattung Lycosa ein, wo sie den Namen Lycosa andrenivora erhielt und von verschiedenen Autoren mehrere Synonyme erhielt. Eugène Simon änderte die Systematik der Dunklen Pantherspinne erneut und verlieh ihr die Bezeichnung Tarentula andrenivora. Auch danach erhielt sie unter diesem und anderen Gattungsnamen mehrere Alternativbezeichnungen. Schlussendlich erhielt die Art bei Takeo Yaginuma 1967 die Bezeichnung Alopecosa pulverulenta, die sich durchsetzte.

## Galerie

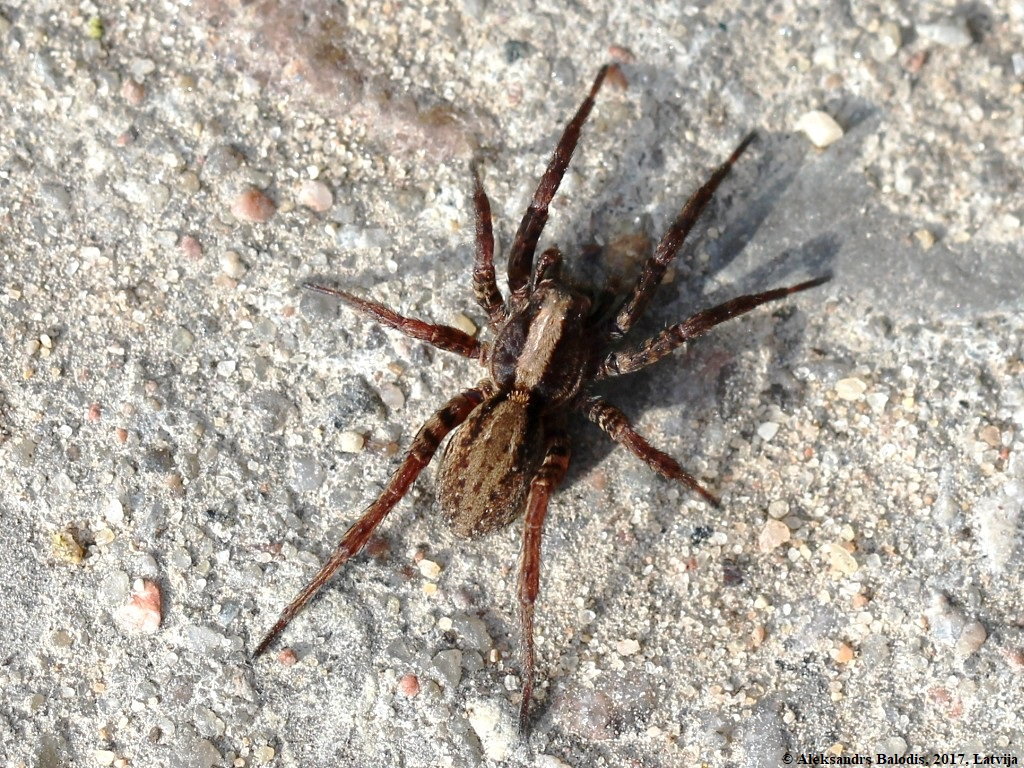
Draufsicht eines Weibchens
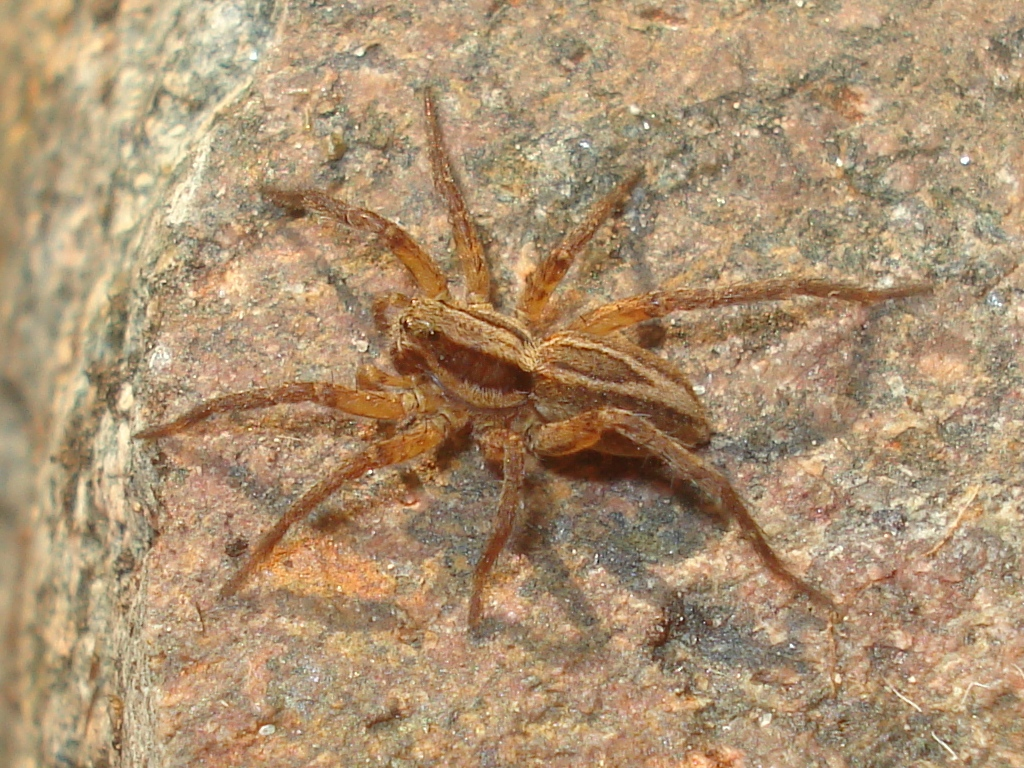
Lateralsicht eines Weibchens
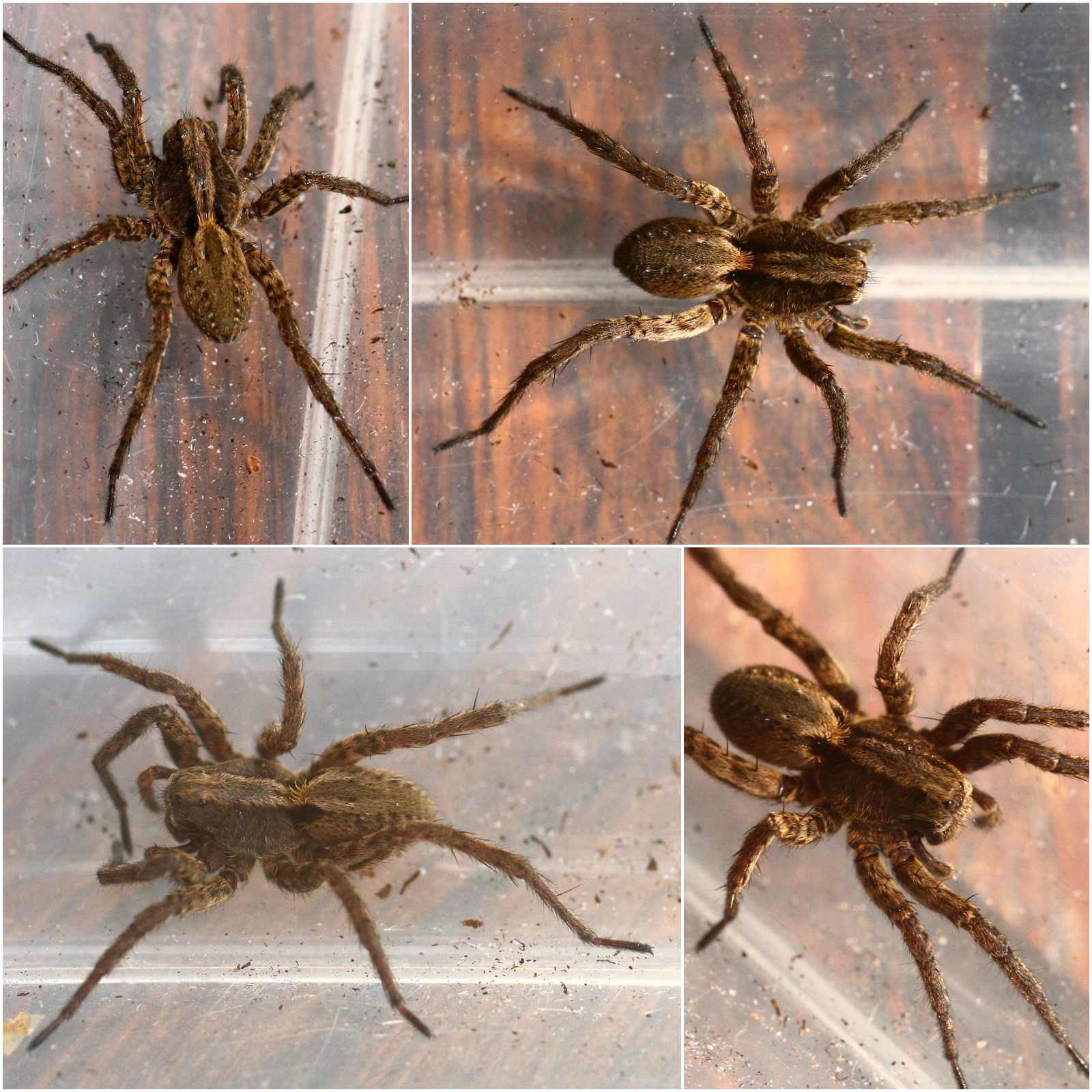
Weitere verschiedene Ansichten eines Weibchens
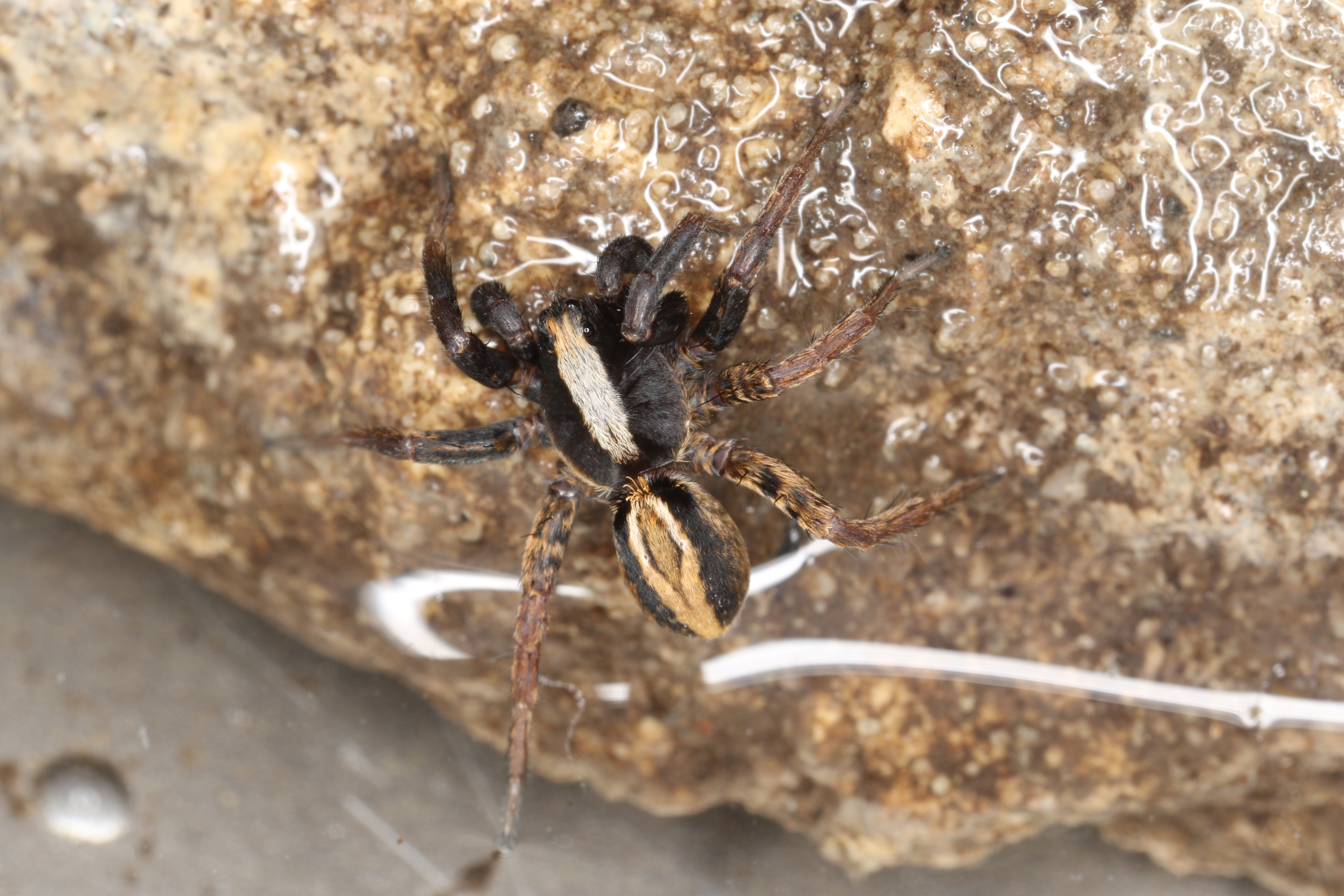
Draufsicht eines Männchens
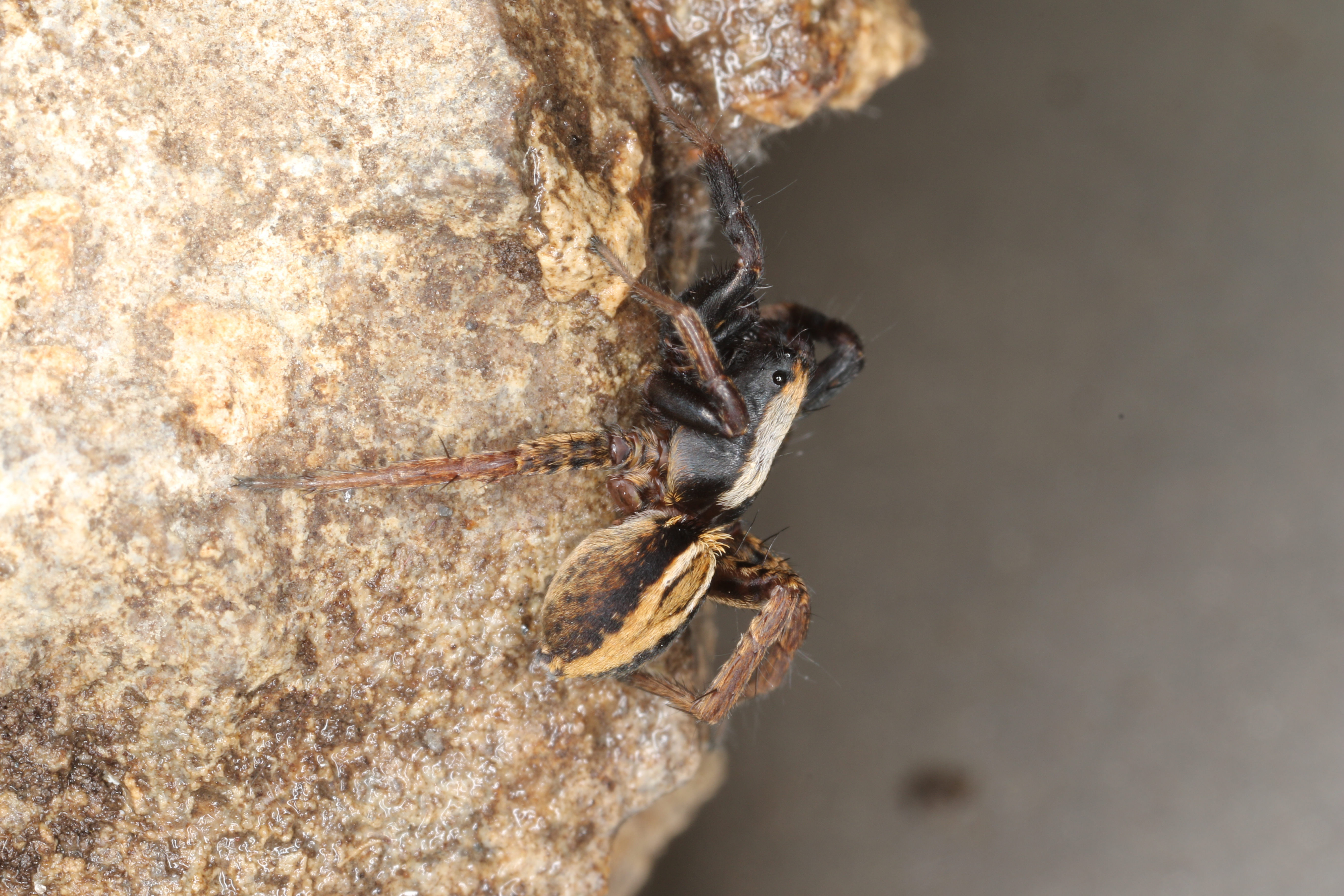
Lateralsicht eines Männchens
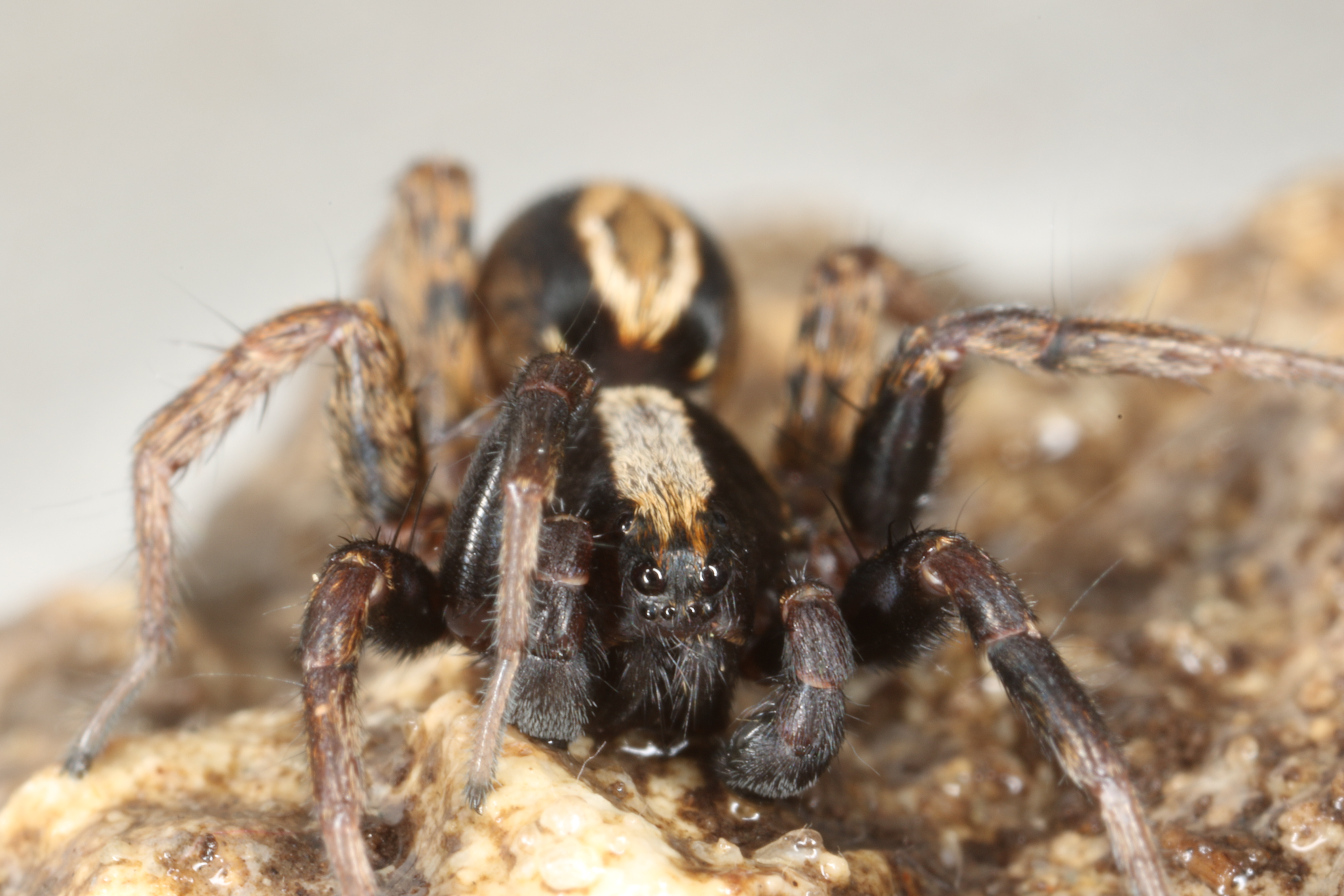
Frontalansicht eines Männchens
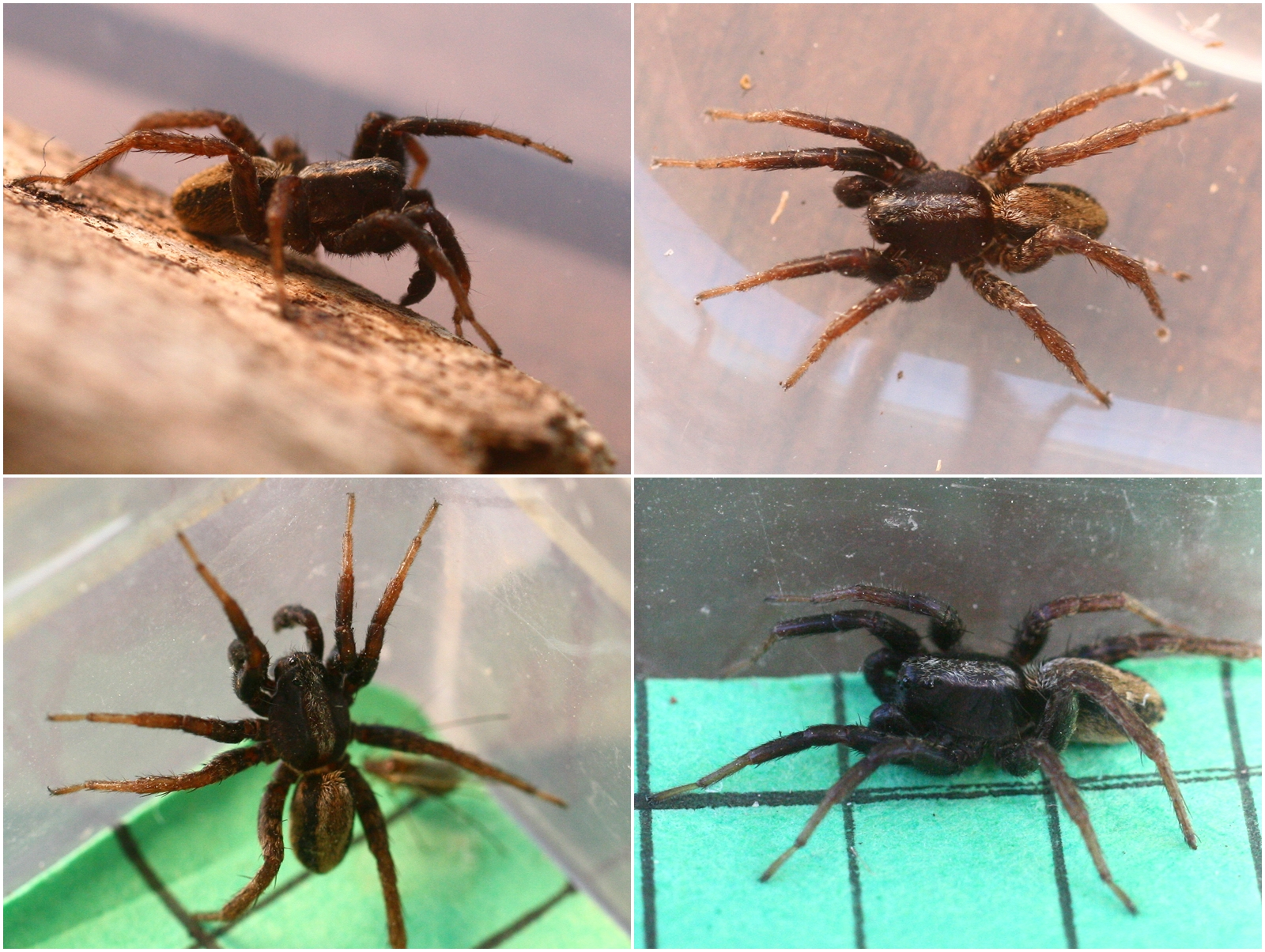
Weitere verschiedene Ansichten eines Männchens